# Lecteur de CD

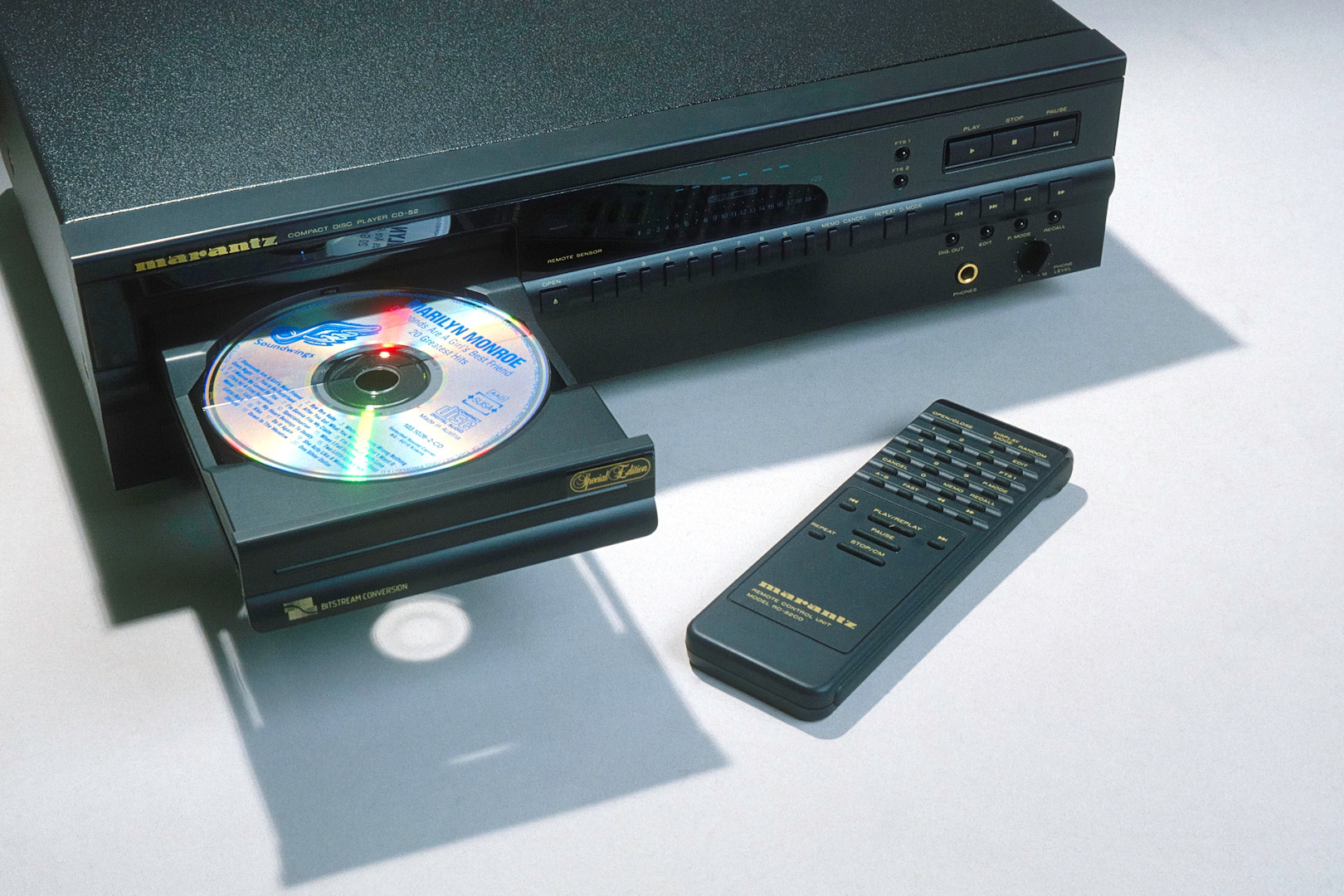
Lecteur CD Hi-Fi Marantz CD-52.

Le lecteur de CD (appelé communément « lecteur CD ») est un lecteur de disque optique qui lit au moyen d'une diode laser les disques optiques appelés disques compacts ou CD, qu'il s'agisse de CD audio ou de CD-ROM informatiques.
Quand il est utilisé pour écouter des CD de musique, le lecteur de CD peut être intégré à divers types d'appareils portables ou domestiques, à un combiné autoradio, etc. Il peut aussi être un appareil séparé, portable ou domestique, à relier à une chaîne hi-fi, un amplificateur audio ou un casque.
En informatique, le lecteur de CD se présente soit sous la forme d'un périphérique interne se trouvant dans l'unité centrale, soit d'un périphérique externe relié à l'ordinateur par un port USB ou FireWire.

## Fonctionnement
- Rotation du disque

La rotation du disque est assurée par un servomoteur à vitesse variable. En effet, que la portion de piste soit au centre ou en périphérie, la longueur des secteurs est toujours la même, par conséquent, contrairement au disque vinyle, le défilement des données devant la tête de lecture doit être constant. En simple vitesse, un secteur doit être survolé en 1/75e de seconde. Pour une vitesse linéaire de lecture de 1,2 m·s-1, la vitesse de rotation varie de 458 tr/min pour lire les secteurs au diamètre 50 mm du disque à 197 tr/min pour lire les secteurs au diamètre 116 mm (environ). Pour comparaison, un lecteur à vitesse 16 fois supérieure (lecteur de CD-Rom 16x) verra la vitesse de son disque varier entre 7 328 tr/min et 3 152 tr/min.
- Déplacement de la tête

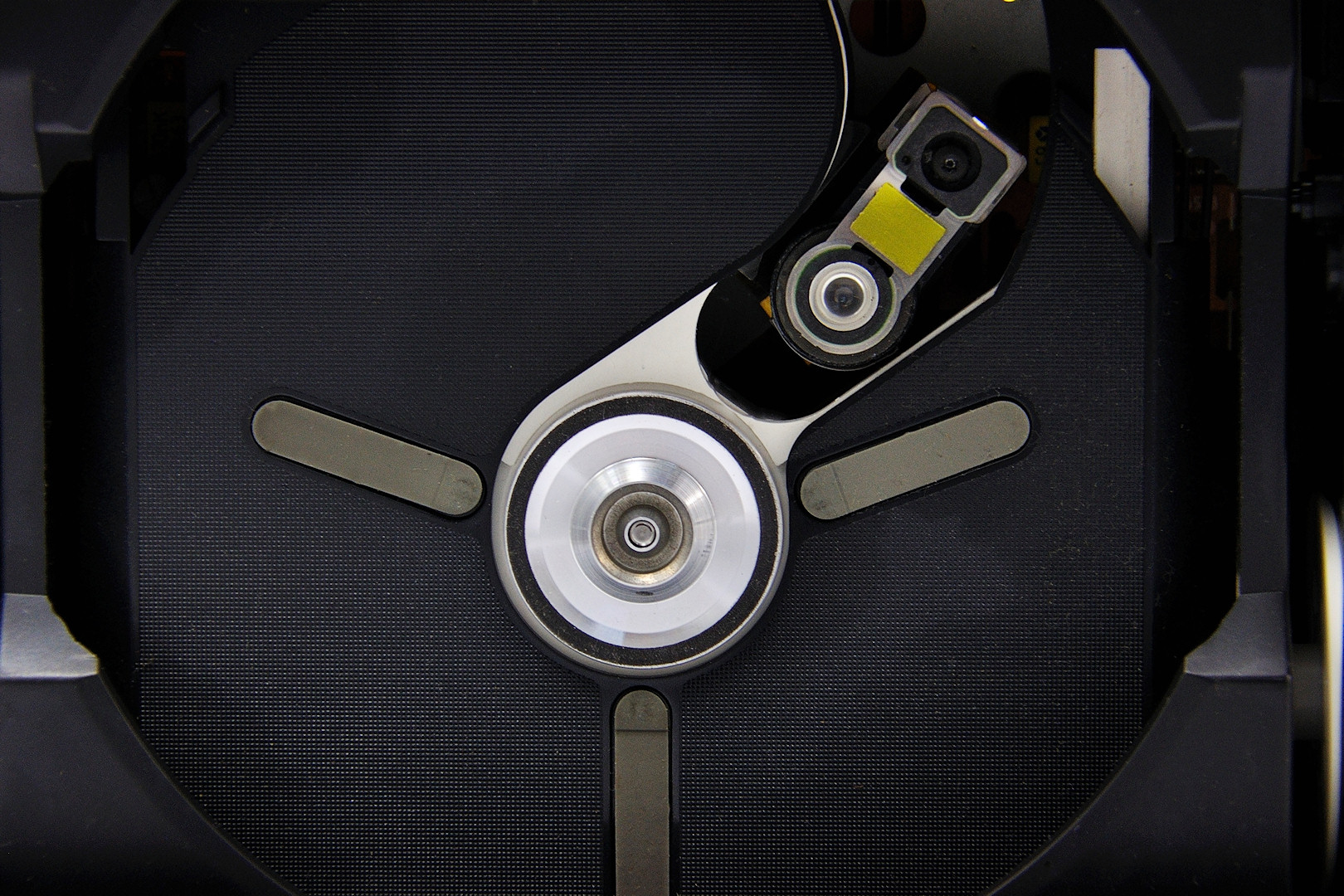
Mécanique CD Philips à bras pivotant.

Le déplacement du bloc optique est assuré soit par un bras pivotant (mécaniques Philips) soit par un servomoteur linéaire d'une très grande précision car, sur un déplacement total possible de trois centimètres, celui-ci est capable d'adopter 600 positions différentes par millimètre.
- Diode laser

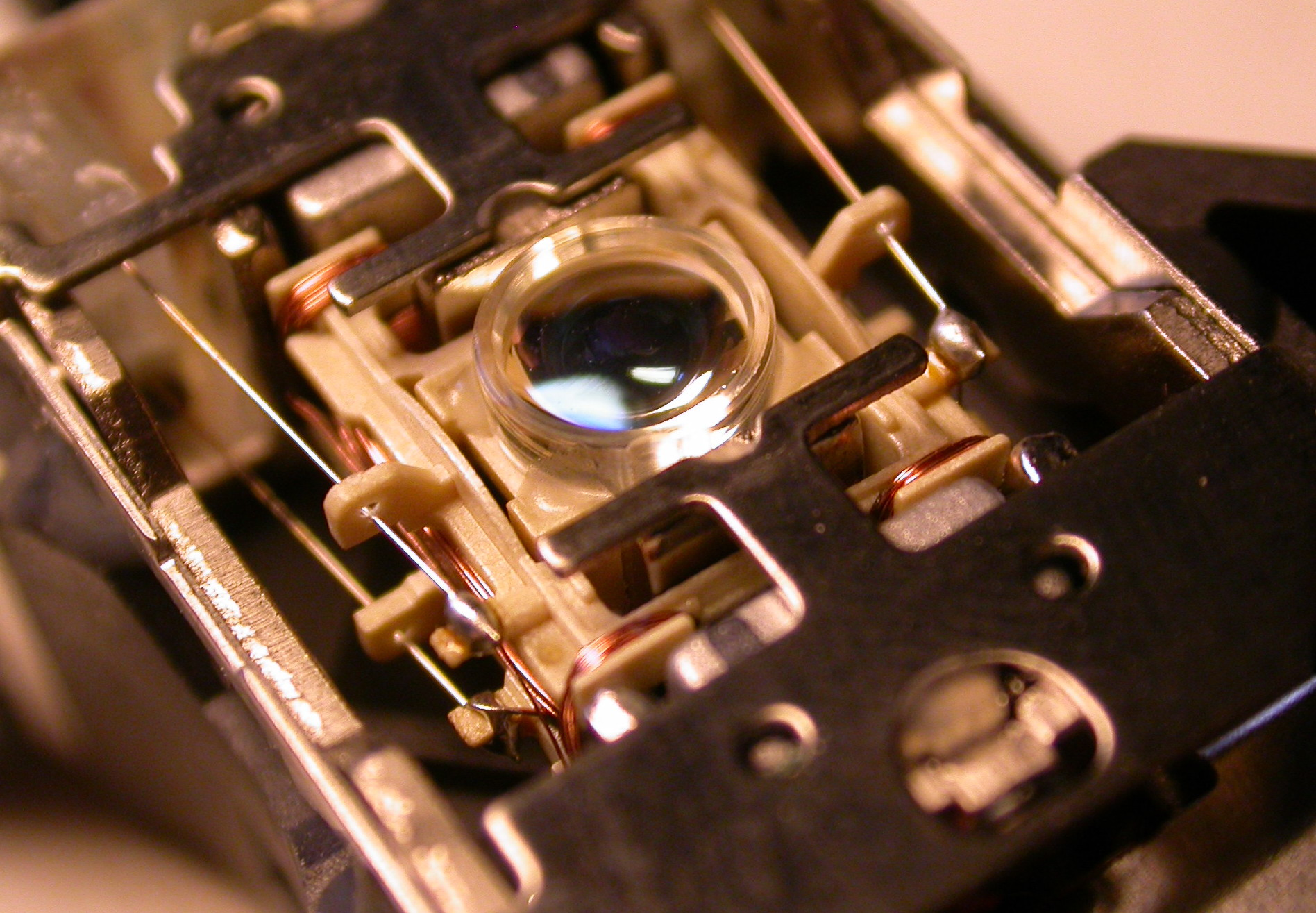
Une lentille d'un lecteur CD.

La diode laser émet dans l'infrarouge et sert aussi bien pour l'écriture que pour la lecture ; cependant, la puissance du faisceau est différente s'il s'agit d'un lecteur ou d'un graveur (quelques milliwatts en lecture contre 24 mW pour un graveur à quadruple vitesse), de plus, elle varie en fonction de la vitesse de gravure.
- Optique dirigeant les faisceaux

La diode laser émet un faisceau vers un prisme (que l'on peut caractériser comme un miroir semi-transparent) ; ce prisme renvoie le faisceau à angle droit pour le diriger vers les lentilles. Le faisceau réfléchi par le disque (en polycarbonate) traverse le prisme pour exciter la photodiode.
- Lentilles

Le bloc optique de focalisation est sur un dispositif mobile dont les déplacements sont commandés par des électroaimants. Ce système permet l'ajustement de la position (réglage coulissant) de la lentille de focalisation (montée sur une bobine mobile) par rapport au disque. Cet ensemble constitue l'objectif. La lentille, en amont de l'objectif, est utilisée pour concentrer le faisceau laser, de sorte à obtenir un faisceau d'environ un micromètre de diamètre, afin d'être capable de lire les microcuvettes (pits en anglais) de différentes longueurs du disque. Le diamètre du faisceau n'étant pas significativement plus large que la longueur d'onde du rayon incident, la focalisation du faisceau doit donc être extrêmement précise. La fabrication de ces lentilles demande une plus grande rigueur mais, contrairement aux lentilles de microscopes, pour une seule longueur d'onde donnée, celle du rayon laser.
- Diode photosensible

Celle-ci détecte les modifications de la lumière réfléchie. Pour un lecteur, cette diode est utilisée pour lire les informations du disque en détectant les variations de lumière reçues, caractérisées par les fronts engendrés par la succession des microcuvettes et des plages lisses intermédiaires (lands) du disque. Le signal haute fréquence capté par cette cellule réceptive est appelé diagramme de l'œil. Son décodage sert à plusieurs systèmes, dont le repérage de la position du faisceau du laser sur le disque et l'évaluation de la vitesse de rotation du disque, en vue de la corriger en permanence (travail des circuits d'asservissement). Pour un graveur, elle sert en plus au contrôle de la gravure. Pour un disque CD, le débit binaire capté est standardisé à 4,321 8 MHz.